# 앤 T50
앤 T50(& T50)은 LG전자가 2007년 1월 23일에 출시한 포터블 미디어 플레이어이다.